# Vantage Hill
Vantage Hill är en kulle i Antarktis. Den ligger i Östantarktis. Australien gör anspråk på området. Toppen på Vantage Hill är 2 200 meter över havet.
Terrängen runt Vantage Hill är kuperad åt sydost, men åt nordväst är den platt. Trakten är obefolkad. Det finns inga samhällen i närheten. 